# Cóctel virgen

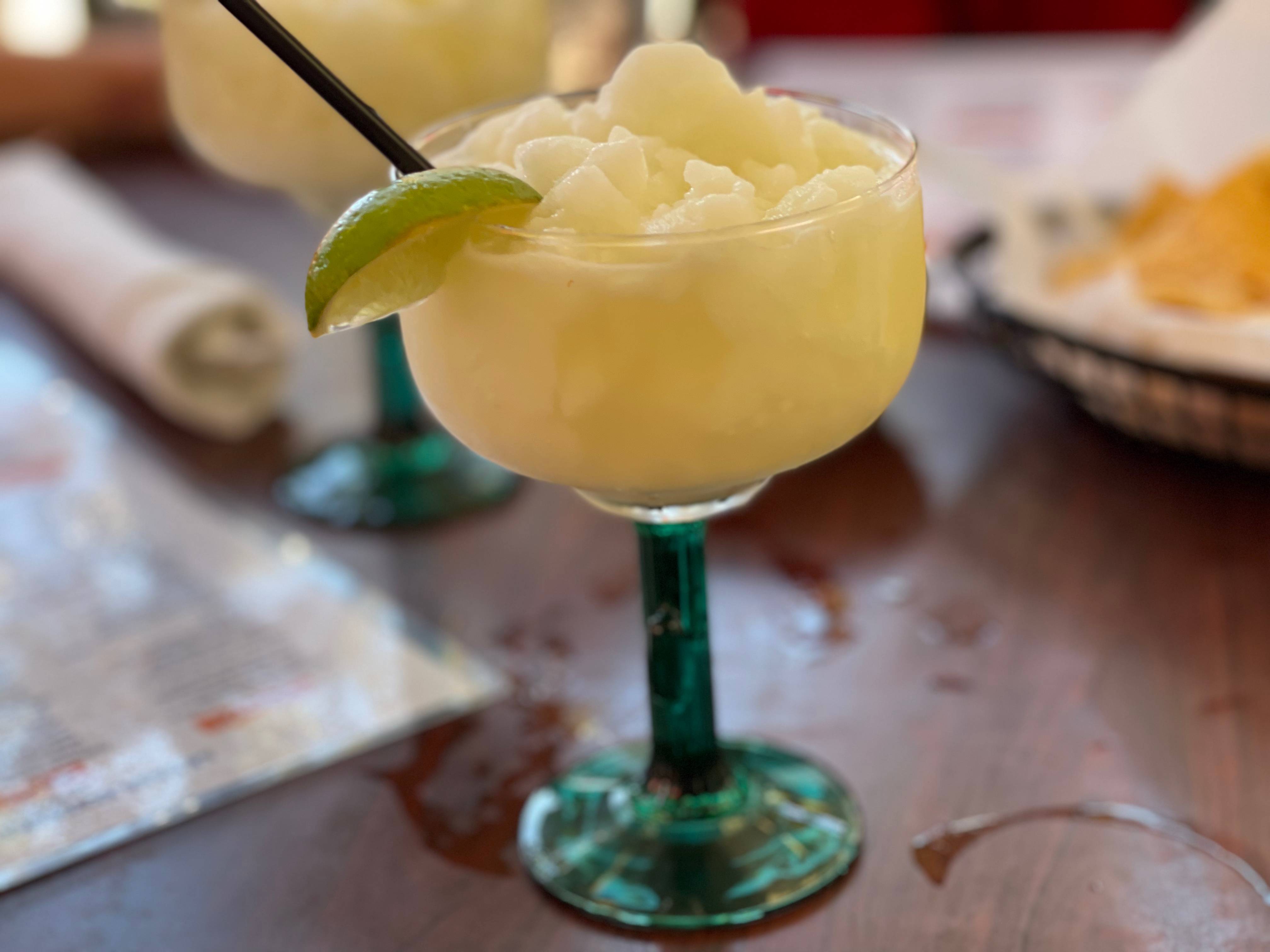
Un Frozen Margarita sin alcohol

El cóctel sin alcohol, más conocido popularmente como cóctel virgen o móctel (del inglés, mocktail), es el cóctel de graduación cero, bien sea porque naturalmente no incluye ninguna bebida alcohólica, o bien porque ésta se ha omitido o sustituido por otra bebida no-etílica. Estos cócteles se sirven en cualquier bar, coctelería o evento en donde se sirvan cócteles con alcohol, y los bármanes deben ser capaces de ofrecer cócteles sin alcohol a los clientes abstemios, menores de edad, embarazadas, conductores de automóviles o personas que simplemente no desean ingerir alcohol. 
Al no incluir alcohol, en los cócteles vírgenes se suele hacer más énfasis en aportar una combinación de sabores atractiva, frecuentemente incluyendo jugos de fruta. Sin embargo, la lista de mócteles es muy amplia. Algunos cócteles que de forma regular son vírgenes son: el San Francisco, hecho de jugo de varias frutas; el Arnold Palmer, hecho de té y limonada; el Roy Rogers, hecho de cola y granadina; o el Shirley Temple, hecho con ginger ale y granadina. También son populares las versiones sin alcohol del Bloody Mary, llamado Virgin Mary; de la Piña colada, llamado Nada Colada; o del Sex on the Beach, llamado Cuddles on the Beach.
En inglés, mocktail es la fusión de mock ('parodia, imitación, sustituto') y cocktail.